# St. Mary (Montana)

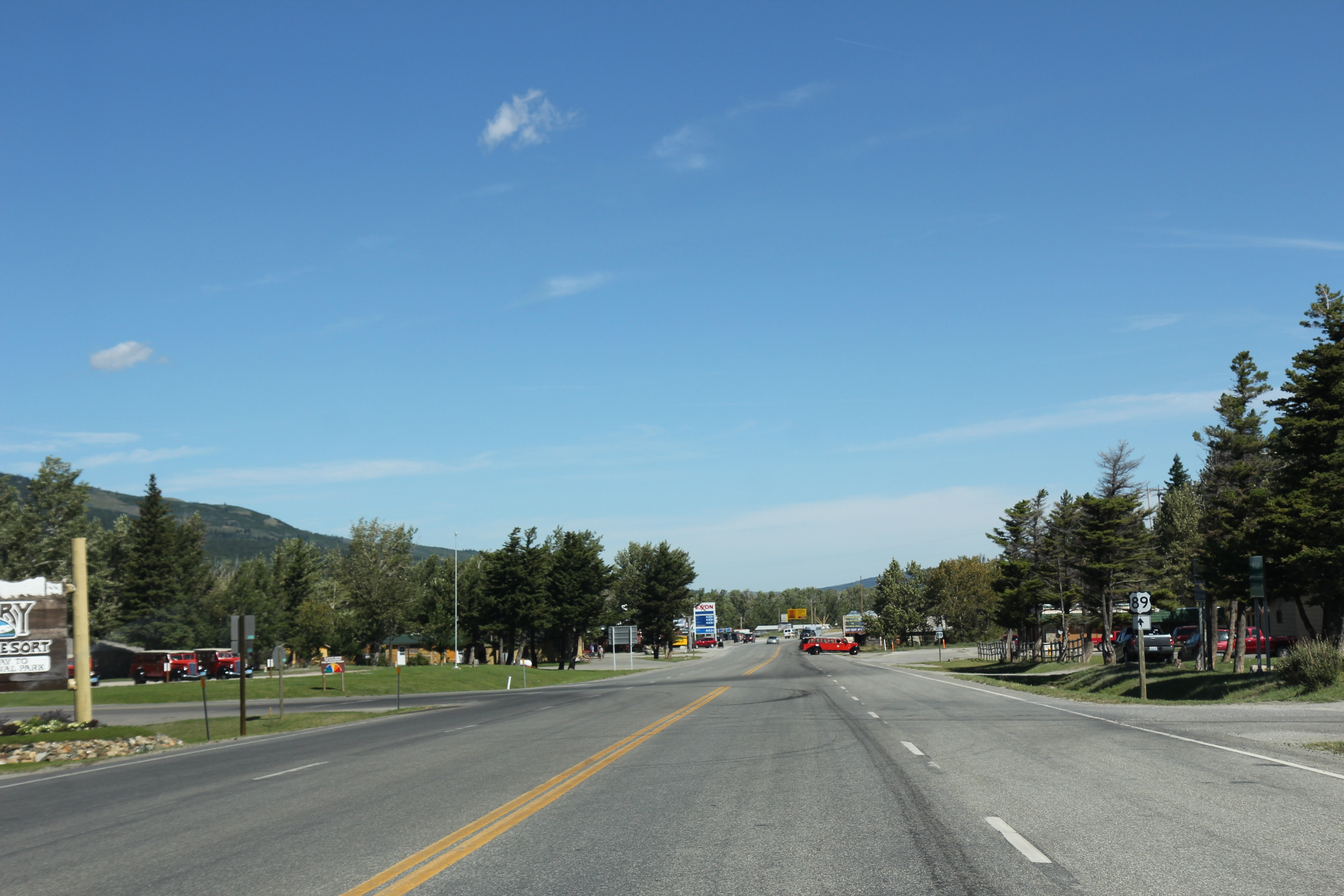
St. Mary

St. Mary é uma comunidade não incorporada na fronteira ocidental da Blackfeet Indian Reservation adjacente ao  Glacier National Park no condado de Glacier, estado de Montana, nos Estados Unidos. A vila fica no terminus final  da Going-to-the-Sun Road que bifurca o parque de este a oeste,uma distância  de 85 quilómetros. Vivem menos de 50 pessoas durante todo o ano, todavia a população decuplica durante o verão. Existem na vila vários abrigos, restaurantes e cafés, uma pequena mercearia, duas estações de gasolina.  
A U.S. Route 89 passa pela vila, que fica situada entre Saint Mary Lake no  Glacier National Park e Lower St. Mary Lake na  Blackfeet Indian Reservation.

## Imagens

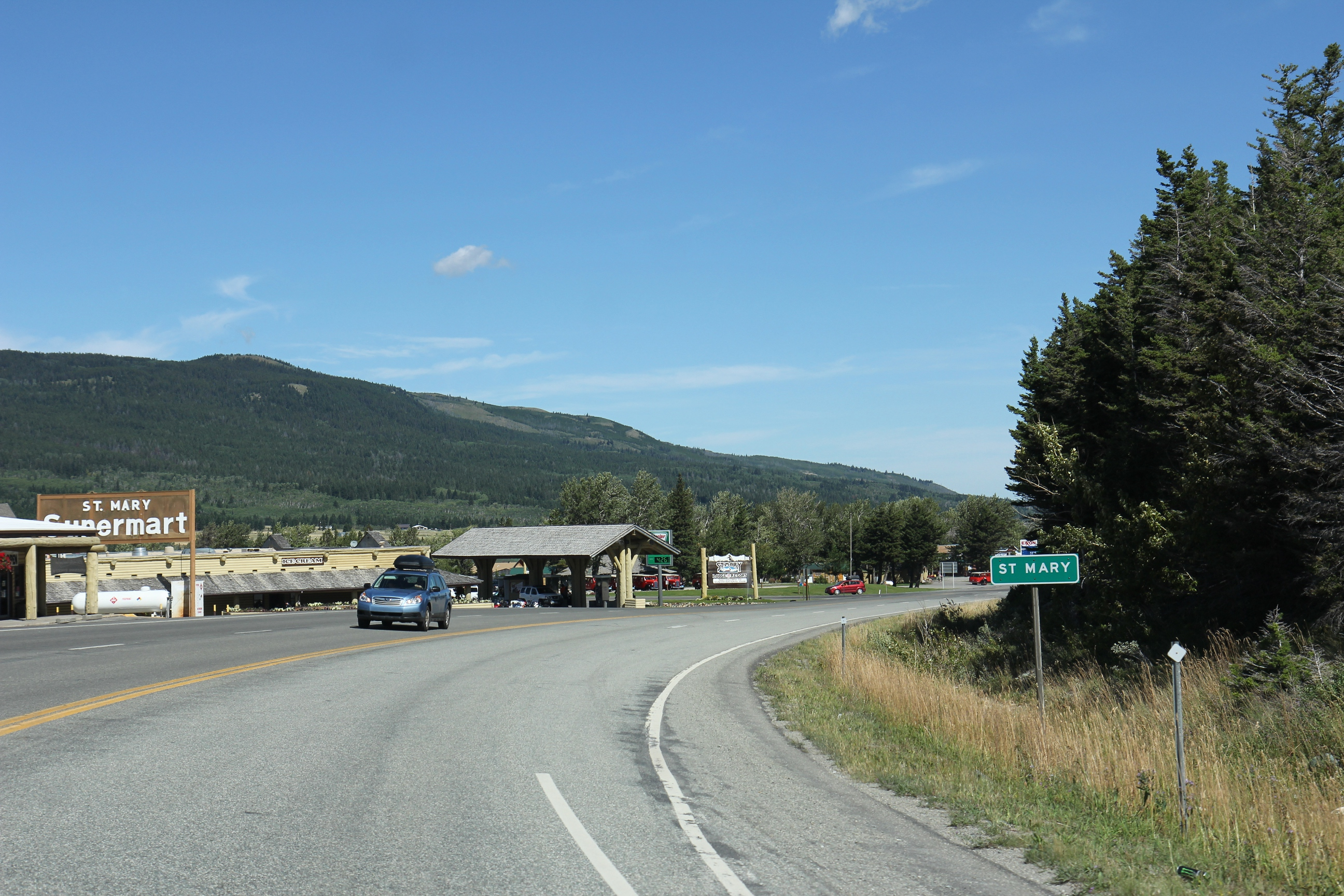
St. Mary
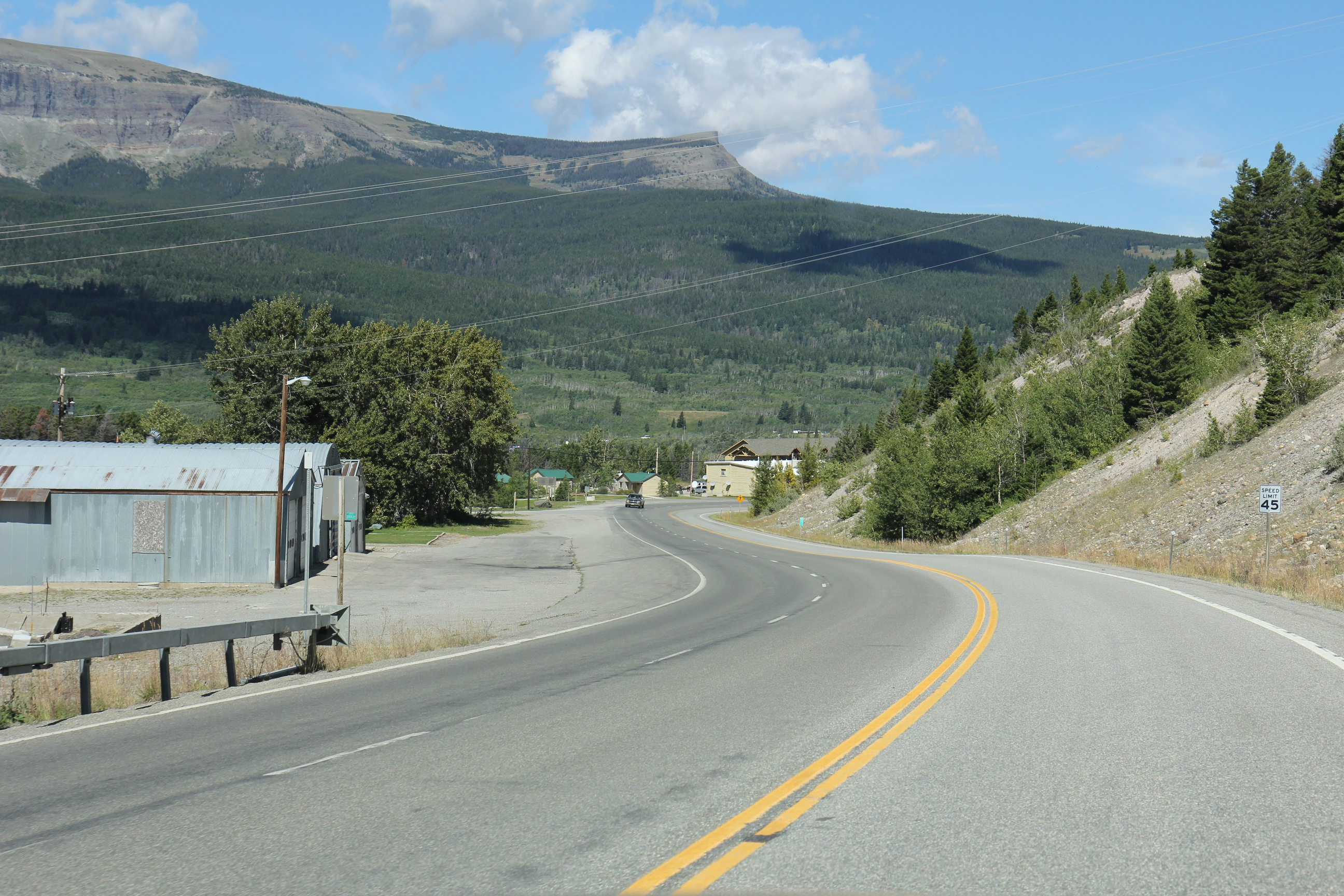
St. Mary
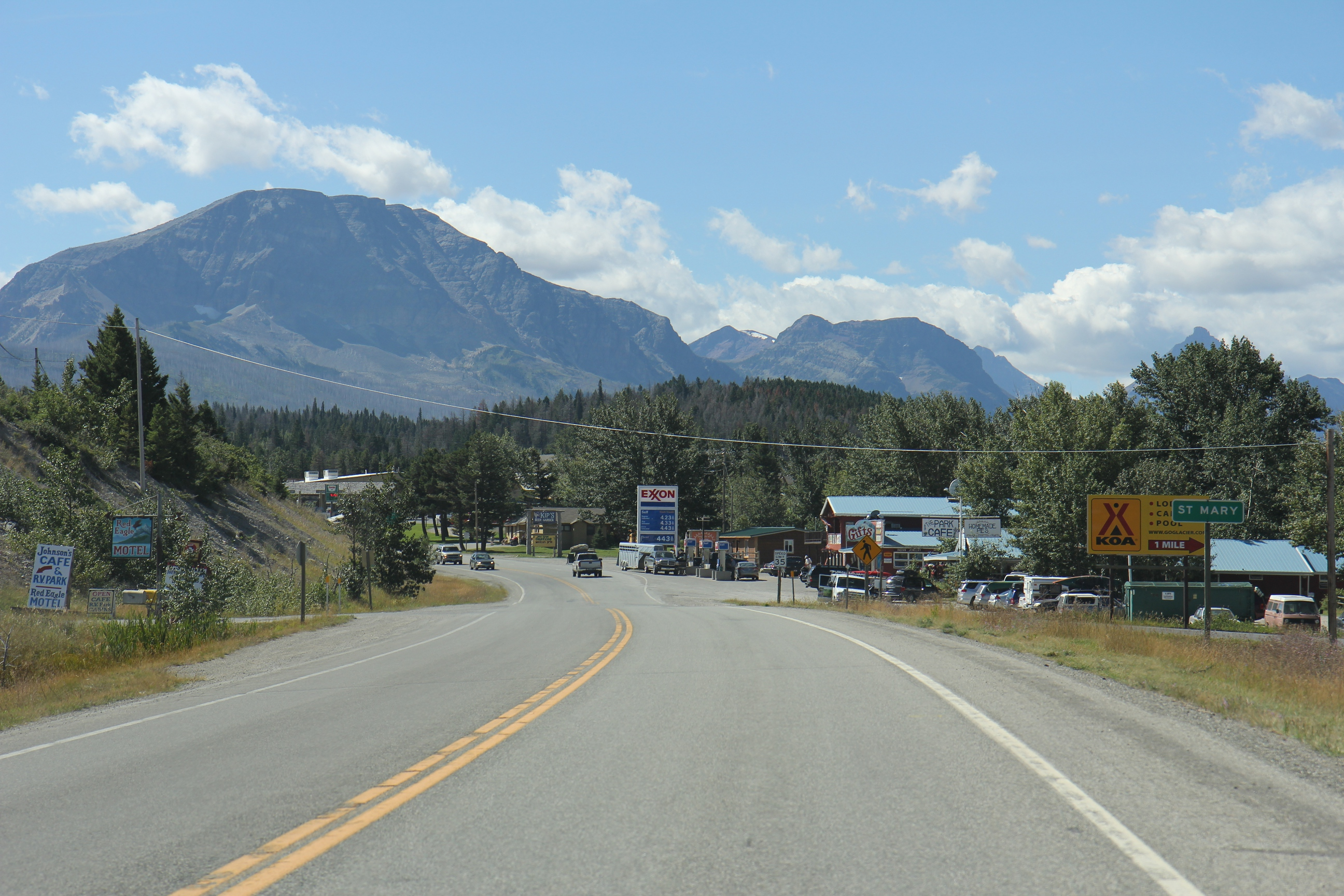
St. Mary